# Onthophagus hingstoni
Onthophagus hingstoni là một loài bọ cánh cứng trong họ Bọ hung (Scarabaeidae).